# Lista de primeiros-ministros de São Tomé e Príncipe
O chefe de governo de São Tomé e Príncipe, uma nação insular do continente africano, é o mais alto cargo de governo desta nação. A denominação que se dá a este cargo é de primeiro-ministro da república.
Seu primeiro ocupante assumiu em 1974, ainda no processo de transição para a independência da nação em relação a Portugal.

## Lista de chefes de governo deSão Tomé e Príncipe
| №                                                         | Retrato                                   | Nome                                      | Mandato                                   | Mandato                                   | Partido                                   | Eleição                                   |
| Estado de São Tomé e Príncipe (1974-1975)                 | Estado de São Tomé e Príncipe (1974-1975) | Estado de São Tomé e Príncipe (1974-1975) | Estado de São Tomé e Príncipe (1974-1975) | Estado de São Tomé e Príncipe (1974-1975) | Estado de São Tomé e Príncipe (1974-1975) | Estado de São Tomé e Príncipe (1974-1975) |
| --------------------------------------------------------- | ----------------------------------------- | ----------------------------------------- | ----------------------------------------- | ----------------------------------------- | ----------------------------------------- | ----------------------------------------- |
| —                                                         |                                           | Leonel Mário d'Alva (n.1935)              | 21 de dezembro de 1974                    | 12 de julho de 1975                       | MLSTP-PDS                                 | —                                         |
| República Democrática de São Tomé e Príncipe              |                                           |                                           |                                           |                                           |                                           |                                           |
| 1                                                         |                                           | Miguel Trovoada (n.1936)                  | 12 de julho de 1975                       | 9 de abril de 1979                        | MLSTP-PSD                                 | 1975                                      |
| Posto abolido (9 de abril de 1978 - 8 de janeiro de 1988) |                                           |                                           |                                           |                                           |                                           |                                           |
| 2                                                         |                                           | Celestino Rocha da Costa (1938-2010)      | 8 de janeiro de 1988                      | 7 de fevereiro de 1991                    | MLSTP-PSD                                 | —                                         |
| 3                                                         |                                           | Daniel Daio (n.1947)                      | 7 de fevereiro de 1991                    | 16 de maio de 1992                        | PCD                                       | 1991                                      |
| 4                                                         |                                           | Norberto Costa Alegre (n.1951)            | 16 de maio de 1992                        | 2 de julho de 1994                        | PCD                                       | —                                         |
| 5                                                         |                                           | Evaristo Carvalho (n.1942)                | 2 de julho de 1994                        | 25 de outubro de 1994                     | ADI                                       | —                                         |
| 6                                                         |                                           | Carlos Graça (1931-2013)                  | 25 de outubro de 1994                     | 31 de dezembro de 1995                    | MLSTP-PSD                                 | 1994                                      |
| 7                                                         |                                           | Armindo Vaz d'Almeida (1953-2016)         | 31 de dezembro de 1995                    | 19 de novembro de 1996                    | MLSTP-PSD                                 | —                                         |
| 8                                                         |                                           | Raul Bragança Neto (1946-2014)            | 19 de novembro de 1996                    | 5 de janeiro de 1999                      | MLSTP-PSD                                 | —                                         |
| 9                                                         |                                           | Guilherme Posser da Costa (n.1953)        | 5 de janeiro de 1999                      | 26 de setembro de 2001                    | MLSTP-PSD                                 | 1998                                      |
| (5)                                                       |                                           | Evaristo Carvalho (n.1942)                | 26 de setembro de 2001                    | 28 de março de 2002                       | ADI                                       | —                                         |
| 10                                                        |                                           | Gabriel Costa (n.1954)                    | 28 de março de 2002                       | 7 de outubro de 2002                      | MLSTP-PSD                                 | 2002                                      |
| 11                                                        |                                           | Maria das Neves (n.1958)                  | 7 de outubro de 2002                      | 18 de setembro de 2004                    | MLSTP-PSD                                 | —                                         |
| 12                                                        |                                           | Damião Vaz d'Almeida (n.1951)             | 18 de setembro de 2004                    | 8 de junho de 2005                        | MLSTP-PSD                                 | —                                         |
| 13                                                        |                                           | Maria do Carmo Silveira (n.1959)          | 8 de junho de 2005                        | 21 de abril de 2006                       | MLSTP-PSD                                 | —                                         |
| 14                                                        |                                           | Tomé Vera Cruz (n.1957)                   | 21 de abril de 2006                       | 18 de fevereiro de 2008                   | MDFM-PL                                   | 2006                                      |
| 15                                                        |                                           | Patrice Trovoada (n.1962)                 | 18 de fevereiro de 2008                   | 22 de junho de 2008                       | ADI                                       | —                                         |
| 16                                                        |                                           | Joaquim Rafael Branco (n.1954)            | 22 de junho de 2008                       | 14 de agosto de 2010                      | MLSTP-PSD                                 | —                                         |
| (15)                                                      |                                           | Patrice Trovoada (n.1962)                 | 14 de agosto de 2010                      | 12 de dezembro de 2012                    | ADI                                       | 2010                                      |
| (10)                                                      |                                           | Gabriel Costa (n.1954)                    | 12 de dezembro de 2012                    | 25 de dezembro de 2014                    | MLSTP-PSD                                 | —                                         |
| (15)                                                      |                                           | Patrice Trovoada (n.1962)                 | 25 de dezembro de 2014                    | 3 de dezembro de 2018                     | ADI                                       | 2014                                      |
| 17                                                        |                                           | Jorge Bom Jesus (n.1962)                  | 3 de dezembro de 2018                     | 11 de novembro de 2022                    | MLSTP-PSD                                 | 2018                                      |
| (15)                                                      |                                           | Patrice Trovoada (n.1962)                 | 11 de novembro de 2022                    | 12 de janeiro de 2025                     | ADI                                       | 2022                                      |
| 18                                                        |                                           | Américo Ramos (n.1957[carece de fontes?]) | 12 de janeiro de 2025                     | presente                                  | ADI                                       | —                                         |